# Andy Reid (football américain)
Pour les articles homonymes, voir Andy Reid et Reid.
Andrew Walter Reid, dit Andy Reid, né le 19 mars 1958 à Los Angeles, est un entraîneur américain de football américain. Il est l'entraîneur principal des Chiefs de Kansas City en National Football League (NFL). Reid était auparavant l'entraîneur principal des Eagles de Philadelphie (1999 à 2012) et entraîneur spécialisé des Packers de Green Bay (1992 à 1998). 
Avec les Eagles, il arrive à faire de l'équipe de Philadelphie une équipe aspirante au Super Bowl, mais n'arrive toutefois pas à les mener à une victoire au titre suprême. Après son départ de l'équipe au terme de la saison 2012, il rejoint les Chiefs de Kansas City. Sous Reid, les Chiefs deviennent des participants réguliers en éliminatoires. Il remporte son premier Super Bowl comme entraîneur principal lors de la saison 2019.

## Statistiques
| Équipe                 | Saison       | Saison régulière | Saison régulière | Saison régulière | Saison régulière | Saison régulière | Phase finale | Phase finale | Phase finale | Phase finale                                                                  |
| Équipe                 | Saison       | G                | P                | N                | % victoires      | Classement       | G            | P            | % victoires  | Résultat                                                                      |
| ---------------------- | ------------ | ---------------- | ---------------- | ---------------- | ---------------- | ---------------- | ------------ | ------------ | ------------ | ----------------------------------------------------------------------------- |
| Eagles de Philadelphie | 1999         | 5                | 11               | 0                | 31,3             | 5e NFC Est       | -            | -            | -            | -                                                                             |
| Eagles de Philadelphie | 2000         | 11               | 5                | 0                | 68,8             | 2e NFC Est       | 1            | 1            | 50           | Défaite contre les Giants de New York en finale de division                   |
| Eagles de Philadelphie | 2001         | 11               | 5                | 0                | 68,8             | 1er NFC Est      | 2            | 1            | 66,7         | Défaite contre les St. Louis Rams en finale de conférence                     |
| Eagles de Philadelphie | 2002         | 12               | 4                | 0                | 75               | 1er NFC Est      | 1            | 1            | 50           | Défaite contre les Tampa Bay Buccaneers en finale de conférence               |
| Eagles de Philadelphie | 2003         | 12               | 4                | 0                | 75               | 1er NFC Est      | 1            | 1            | 50           | Défaite contre les Panthers de la Caroline en finale de conférence            |
| Eagles de Philadelphie | 2004         | 13               | 3                | 0                | 81,3             | 1er NFC Est      | 2            | 1            | 66,7         | Défaite contre les Patriots de la Nouvelle Angleterre au Super Bowl XXXIX     |
| Eagles de Philadelphie | 2005         | 6                | 10               | 0                | 37,5             | 4e NFC Est       | -            | -            | -            | -                                                                             |
| Eagles de Philadelphie | 2006         | 10               | 6                | 0                | 62,5             | 1er NFC Est      | 1            | 1            | 50           | Défaite contre les Saints de La Nouvelle-Orléans en finale de division        |
| Eagles de Philadelphie | 2007         | 8                | 8                | 0                | 50               | 4e NFC Est       | -            | -            | -            | -                                                                             |
| Eagles de Philadelphie | 2008         | 9                | 6                | 1                | 59,4             | 2e NFC Est       | 2            | 1            | 66,7         | Défaite contre les Cardinals de l'Arizona en finale de conférence             |
| Eagles de Philadelphie | 2009         | 11               | 5                | 0                | 68,8             | 2e NFC Est       | 0            | 1            | 0            | Défaite contre les Cowboys de Dallas en barrage                               |
| Eagles de Philadelphie | 2010         | 10               | 6                | 0                | 62,5             | 1er NFC Est      | 0            | 1            | 0            | Défaite contre les Packers de Green Bay en barrage                            |
| Eagles de Philadelphie | 2011         | 8                | 8                | 0                | 50               | 2e NFC Est       | -            | -            | -            | -                                                                             |
| Eagles de Philadelphie | 2012         | 4                | 12               | 0                | 25               | 4e NFC Est       | -            | -            | -            | -                                                                             |
| Bilan Eagles           | Bilan Eagles | 130              | 93               | 1                | 58,3             |                  | 10           | 9            | 52,6         |                                                                               |
| Chiefs de Kansas City  | 2013         | 11               | 5                | 0                | 68,8             | 2e AFC Ouest     | 0            | 1            | 0            | Défaite contre les Colts d'Indianapolis en barrage                            |
| Chiefs de Kansas City  | 2014         | 9                | 7                | 0                | 56,3             | 3e AFC Ouest     | -            | -            | -            | -                                                                             |
| Chiefs de Kansas City  | 2015         | 11               | 5                | 0                | 68,8             | 2e AFC Ouest     | 1            | 1            | 50           | Défaite contre les Patriots de la Nouvelle Angleterre en finale de division   |
| Chiefs de Kansas City  | 2016         | 12               | 4                | 0                | 75               | 1er AFC Ouest    | 0            | 1            | 0            | Défaite contre les Steelers de Pittsburgh en finale de division.              |
| Chiefs de Kansas City  | 2017         | 10               | 6                | 0                | 62,5             | 1erAFC Ouest     | 0            | 1            | 0            | Défaite contre les Tennessee Titans en barrage                                |
| Chiefs de Kansas City  | 2018         | 12               | 4                | 0                | 75               | 1er AFC Ouest    | 1            | 1            | 50           | Défaite contre les Patriots de la Nouvelle Angleterre en finale de conférence |
| Chiefs de Kansas City  | 2019         | 12               | 4                | 0                | 75               | 1er AFC Ouest    | 3            | 0            | 100          | Victoire au Super Bowl LIV contre les 49ers de San Francisco                  |
| Chiefs de Kansas City  | 2020         | 14               | 2                | 0                | 87.5             | 1er AFC Ouest    | 2            | 1            | 66,7         | Défaite au Super Bowl LV contre les Buccaneers de Tampa Bay                   |
| Chiefs de Kansas City  | 2021         | 12               | 5                | 0                | 70               | 1er AFC Ouest    | 2            | 1            | 66,7         | Défaite contre les Bengals de Cincinnati en finale de conférence              |
| Chiefs de Kansas City  | 2022         | 14               | 3                | 0                | 82,4             | 1er AFC Ouest    | 3            | 0            | 100          | Victoire au Super Bowl LVII contre les Eagles de Philadelphie                 |
| Chiefs de Kansas City  | 2023         | 11               | 6                | 0                | 64,7             | 1er AFC Ouest    | 4            | 0            | 100          | Victoire au Super Bowl LVIII contre les 49ers de San Francisco                |
| Bilan Chiefs           | Bilan Chiefs | 128              | 51               | 0                | 71,5             |                  | 16           | 7            | 69,6         |                                                                               |
| Totaux                 | Totaux       | 258              | 144              | 1                | 64,2             |                  | 26           | 16           | 61,9         |                                                                               |